# Pschu
Pschu (/psxu/; georgisch ფსხუ, abchasisch Ҧсҳәы/Ṗsx̢°y, /psħʷə/; russisch Псху), gesprochen Pßchu (Ps-Chu), ist ein 760 m hoch gelegenes Bergdorf im Rajon Sochumi der Autonomen Republik Abchasien in Georgien.
Pschu liegt 35 Kilometer vom Schwarzen Meer entfernt zwischen dem Großen Kaukasus im Norden und dem Bsipi-Gebirge im Süden. Das Dorf erhebt sich nördlich über dem zwischen beiden Gebirgszügen eingeschnittenen unwegsamen Bsipital. Die einzige Zufahrtsstraße von der Schwarzmeerküste kommt aus Richtung Gagra, macht einen weiten Bogen nach Norden und endet im Ort. Diese Landstraße biegt vom Unterlauf des Bsipi ab in die Täler von Gega und Jupschara, begleitet das Südufer des Riza-Sees und steigt an seinem Quellfluss Laschipse hinauf zum 2000 m hoch gelegenen Antschcho-Pass (перевал Анчхо). Stellenweise nähert sich die Straße bis auf dreieinhalb Kilometer der russischen Grenze. Der weitere Weg von der Passhöhe bis Pschu folgt den Talhängen an der Nord- und Ostseite des Flusses Aguripsta (Агурипста).

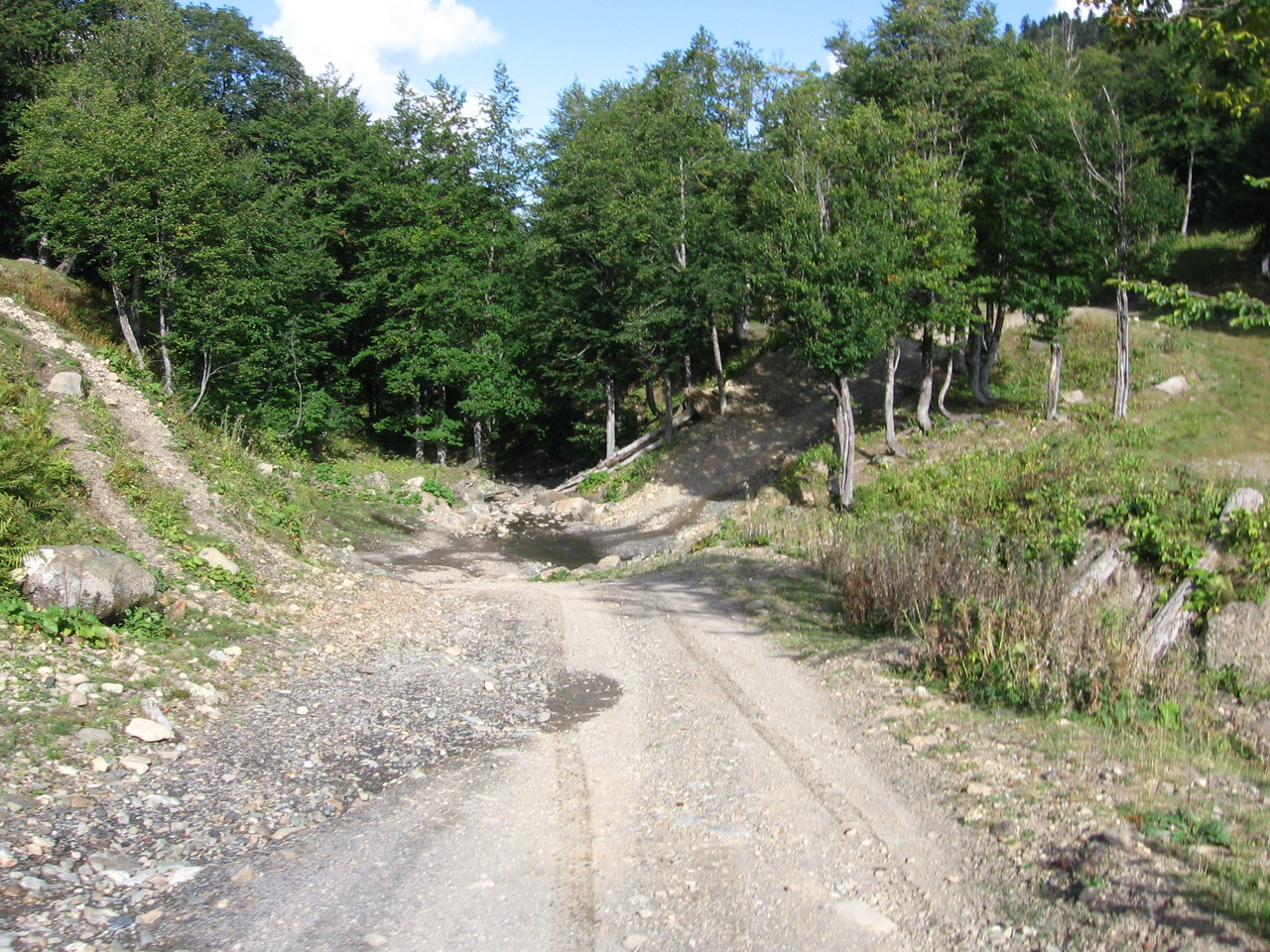
Straße nach Pschu

Pschu hat rund 150 Einwohner (Stand 2005). Die Mehrzahl der Einwohner ist russischer Nationalität. Bis ins 19. Jahrhundert siedelten hier unabhängige Sads-Abchasen vom gleichnamigen Stammesverband der Pschu. Das Dorf verfügt über ein kleines Wasserkraftwerk, mit dem es seinen Elektrizitätsbedarf decken kann und über einen Flugplatz mit Grasrollbahn. Er wird unregelmäßig für Touristenflüge genutzt. Nahe Pschu liegen verschiedene Hünengräber und die Ruinen einer mittelalterlichen Festung. Der nahegelegene Berg Inal-kuba (auch Pschu-Nycha) ist einer der sieben heiligen Berge der Abchasier.
Während der zweiten Sommeroffensive besetzte die deutsche Wehrmacht mit Gebirgsjägern des Gebirgsjägerregiments 91 unter Oberst Stettner, vom georgischen Grenzpass Adsapsch kommend, am 26. August 1942 das Dorf, um von hier weiter in Richtung Suchumi am Schwarzen Meer vorzustoßen. Sie wurden aber bald von sowjetischen Kräften zurückgedrängt und mussten sich am 7. und 8. September 1942 aus Pschu über die Pässe zurückziehen. Allerdings entstand das Flugfeld des Ortes während ihrer kurzen Anwesenheit.